# Castelo de Ripaille
O Castelo de Ripaille é um castelo do século XVI situado na comuna francesa de Thonon-les-Bains, no departamento da Alta Saboia. Situado junta ao Lago Lemano, foi neste castelo que Amadeu VIII de Saboia acolheu o Papa Eugênio IV cerca de 1440. 
O castelo fica numa propriedade de 53 hectares com um arboretum de 58 essências (perfumes) diferentes e um domínio vinícola classificado entre o DOC - Vinho de Saboia.

## História
A partir de um pavillon de chasse não deixou de ser remodelado e ampliado. Ao princípio de século XV foi erigido o eremitário de Ripaille, destinado à habitação de Amadeu VIII de Saboia depois da sua abdicação, e de seis dos seus  Compagnon que aí fundaram a Ordem de São Maurício em 1434.
É vulgarmente confundido com o Castelo de Thonon que foi destruído no século XVII e que foi desde 1411 até ao fim do século XV uma das principais residências da Casa de Saboia .

## Arquitetura
Ao início tinha sete torres das quais só subsistem quatro. É considerado um monumento de grande originalidade  com as torres alinhadas na fachada, e constituí um tipo único de habitação meio-senhorial meio-comunitário, pelo que é chamado como uma  "Cartuxeira para grandes Senhores". 
Depois de ter sido ocupado durante muito tempo pelos cartuxos nos séculos XVII e XVIII, Ripaille foi salvo da ruína por um industrial a que lhe deu o esplendor, mesmo se deixou a sua "marca" enquanto que renovador da Art nouveau .

## Justos
No meio da sua floresta foi inaugurado a 2 de novembro de 1997 um monumento aos Justos que foi posto à disposição da cidade pelo Consistório central de França e a Associação francesa para homenagem dos Justos. O monumento é uma obra do escultor Nicholas Moscovitz  - .

## Ligações Externas
«Sítio oficial»